# Teyl heuretes
Teyl heuretes is een spinnensoort uit de familie Anamidae. 
De soort werd voor het eerst wetenschappelijk beschreven door Huey, Rix, Wilson, Hillyer en Harvey in 2019.
De soort komt voor in West-Australië.